# Ukon Wacka
«Ukon Wacka» — сьомий студійний альбом фінського фольк-метал-гурту Korpiklaani. Реліз відбувся 4 лютого 2011 лейблом Nuclear Blast.

## Список композицій
1. "Louhen yhdeksäs poika" (Louhi's ninth son)[2] - 3:23
2. "Päät pois tai hirteen" (Head off, or the Gallows) - 3:14 (Peer Günt "Bad Boys Are Here" cover)
3. "Tuoppi oltta" (A pint of Beer) - 3:34
4. "Lonkkaluut" (Hip Bones) - 5:39
5. "Tequila" - 2:42
6. "Ukon wacka" - 5:08 (vocals - Tuomari Nurmio)
7. "Korvesta liha" (Wilderness Meat) - 4:31
8. "Koivu ja tähti" (The Birch and the Star) - 4:17
9. "Vaarinpolkka" (Grandfather's Polka) - 2:19
10. "Surma" (Death) - 6:20
11. "Iron Fist" (Motörhead cover; bonus track) - 2:52

## Учасники запису
- Йонне Ярвеля — вокал, електрогітара, акустична гітара, мандоліна
- Яркко Аалтонен — бас-гітара
- Матті "Матсон" Йоханссон — ударні, задній вокал
- Юхо Кауппінен — акордеон,  гітари, задній вокал
- Яакко "Хіттавайнен" Лемметтю — скрипка, йоухікко, волинка, губна гармоніка, мандоліна
- Калле "Кейн" Савіярві — гітари, хор

## Чарти
| Чарт (2011)           | Місце |
| --------------------- | ----- |
| Austrian Albums Chart | 75    |
| German Albums Chart   | 72    |
| Finnish Albums Chart  | 9     |
| Swiss Albums Chart    | 57    |
| Japanese Albums Chart | 254   |